# 四ヶ所日出光
四ヶ所 日出光（しかしょ ひでみつ、? - 2016年7月15日）は、日本のラーメン職人。豚骨ラーメンを九州に広めた立役者の1人とされる。
1950年ごろに久留米ラーメン発祥とも言える「三九（さんきゅう）」の屋台を継いだ四ヶ所は、すぐに店舗展開に乗り出し、八女市と玉名市に支店を出した。1952年に国鉄高瀬駅（現・JR玉名駅）前に構えた玉名支店は熊本県初のラーメン店とも言われ、売り上げも良く、この店で修業した職人も多く、そういった職人が独立することで玉名市にはラーメン店が林立することになり、玉名ラーメンとして確立され地元以外からの人気も高い。出店の翌年となる1953年に九州北部地方を大雨が襲い、熊本県では白川大水害が発生し、死者行方不明500人以上を出すのだが、これがきっかけて熊本ラーメンが誕生することになる。水害で事業が頓挫した3人が噂を聞きつけ玉名の「三九」でラーメンを食し、感銘を受けてラーメン店を始めたのが熊本ラーメンの祖である。
開店から5年ほど経ったところで、四ヶ所は結婚を機に玉名の「三九」を閉じ、同じ頃に久留米の「三九」の屋台も引き払って佐賀市に移転する。佐賀でも「三九」の影響を受けた職人や店は多く、佐賀ラーメンを産み出すことになる。
2016年7月15日、88歳で死去。葬儀は同月17日に行われ、喪主は次女が勤めた。